# Kirk Alyn
Kirk Alyn (8 de octubre de 1910-14 de marzo de 1999) fue un actor estadounidense, el primero que interpretó a Superman en el cine, en la película de 1948 Superman, y su secuela Atom Man vs. Superman en 1950.

## Biografía
Kirk Alyn nació como John Feggo Jr. el 8 de octubre de 1910 en Oxford, Nueva Jersey, de padres de clase trabajadora procedentes de Austria-Hungría. En su juventud vivió en Wharton, Nueva Jersey. En el edificio municipal hay una placa conmemorativa de su vida en el municipio. Estudió en la Universidad de Columbia.
En 1942, se casó con la actriz y cantante, Virginia Lee O'Brien, con la que tuvo dos hijas y un hijo antes de su divorcio en 1955.

## Trayectoria
Alyn empezó como corista en obras de Broadway, apareciendo en musicales notables como Girl Crazy, Of Thee I Sing y Hellzapoppin' durante la década de 1930.
También trabajó como cantante y bailarín de vodevil antes de trasladarse a Hollywood a principios de la década de 1940 para actuar en largometrajes, pero sólo consiguió papeles secundarios en películas de bajo presupuesto antes de obtener el papel de Superman en 1948. Durante la Segunda Guerra Mundial, sirvió en la Marina de los Estados Unidos.
Alyn interpretó a Superman en la primera película de acción real de Superman, estrenada en 1948. La serie constaba de 15 episodios que narraban la llegada de Superman a la Tierra, su trabajo como reportero en el periódico Daily Planet y su encuentro con Lois Lane y Jimmy Olsen. La trama principal consistía en la lucha de Superman contra la archicriminal Spider Lady.
Dos años más tarde se publicó Atom Man vs. Superman, con Lyle Talbot como Lex Luthor, el archienemigo de Superman. Este serial también incluía una secuencia en la que aparecía una inquietante dimensión alternativa, no muy distinta de la Zona Fantasma, que no volvería a aparecer en los cómics hasta 11 años después.

Alyn dio a Superman una imagen diferente a la de Clark Kent, añadiendo el elemento del disfraz. Esto seguía la tradición del Superman de la radio, Bud Collyer. En cambio, su sucesor, George Reeves, interpretó los dos papeles de forma más parecida, como se señala en el libro de Gary Grossman, Superman: de serie a cereal. El vuelo del personaje se conseguía haciendo que Alyn saltara, momento en el que pasaba a ser representado por un personaje animado mediante rotoscopia, que se alejaba volando. Alyn había intentado "volar" suspendido por cables ocultos para el primer serial, pero los cables resultaron ser claramente visibles y ese metraje fue desechado.
Tuvo problemas similares después de interpretar Superman, aparte de protagonizar papeles similares, tipo cómic como Blackhawk, logró pocos papeles (algunos incluso sin aparecer en los créditos) en series de televisión y películas hasta que se jubiló después de hacer su última película Scalps en 1983.
Murió en 1999 en Woodlands, Texas, a causa de la enfermedad de Alzheimer. Su cuerpo fue cremado y las cenizas esparcidas en el Océano Pacífico, frente a la costa de California.

## Superman
Alyn también participó en series cinematográficas, como Agentes federales contra Underworld Inc. (1948), Radar Patrol Vs. Spy King (1950) y Blackhawk (1952).
Alyn recuerda el día en que el productor Sam Katzman le pidió que interpretara a Superman:
Pensé que era un truco publicitario. No creía que se pudiera poner a Superman en una película. Trajeron a la gente de D.C. Comics y dijeron: 'Oye, es igualito a Clark Kent'. Dijeron que me quitara la camiseta, así que lo hice y flexioné los músculos. Entonces el tipo dijo: "Quítate los pantalones" y yo dije: "Espera un momento". Tenía 37 años cuando hice de Superman. Cogí a esa chica y subí corriendo las escaleras como si nada".
Algunos críticos argumentan que la imagen del Hombre de Acero interpretada por Alyn fue superior a la de George Reeves, porque diferenció mejor los caracteres de Clark Kent y Superman. Asimismo, Alyn era mucho más parecido a la versión en cómic del personaje que Reeves, con su cara cincelada rematada por un pelo negro con un mechón curvo en la frente.
Muchos seguidores del superhombre estaban descontentos de no haber visto "volar" a Alyn en los seriales; dado que el vuelo lo efectuaba un personaje animado por Rotoscopio. (Lo mismo se hizo en Superman Returns , pero las modernas técnicas de animación por computador son infinitamente más realistas.) Alyn intentó "volar" mientras estaba suspendido por cables ocultos en el primer seriel, pero los cables resultaron ser claramente visibles y todo el metraje fue desechado. Cuando Superman se trasladó a la televisión en 1951, a Alyn se le ofreció participar, pero rechazó el papel.
En 1974, Alyn publicó su autobiografía titulada Un trabajo para Superman (A Job for Superman).
Alyn compartió un breve cameo con su coestrella de la serie, Noel Neill, como los padres de la joven Lois Lane en el largometraje, Superman de 1978 . Alyn apareció en una breve entrevista que figura en el documental narrado por Ernie Anderson, "La Producción de Superman: The Movie" (1978), donde explicaba su método de interpretar a "Superman" y "Clark Kent",.
En 1981, Alyn apareció como "Pa Cant" [juego de palabras de Pa (papá) Kent por Pa Cant (pa can't, papá no puede)] en la película parodia Superbman: La Otra película -una participación que duró solo segundos, porque Cant muere de un ataque al corazón inmediatamente después de descubrir el extraño visitante del planeta Krapton-.
Kirk Alyn protagonizó también en las siguientes película seriales:
- Federal Agents Vs. Underworld Inc. (1948)
- Radar Patrol Vs. Spy King (1950)
- Blackhawk (1952)

## Honores
Kirk Alyn fue el Gran Mariscal de Metropolis, Illinois y del desfile anual de Navidad de Superman varias veces.